# Adrien Houngbédji
 (avril 2020).
Si vous disposez d'ouvrages ou d'articles de référence ou si vous connaissez des sites web de qualité traitant du thème abordé ici, merci de compléter l'article en donnant les références utiles à sa vérifiabilité et en les liant à la section « Notes et références ».
Adrien Houngbédji, né le 5 mars 1942 à Aplahoué, est un homme politique béninois, président-fondateur du Parti du renouveau démocratique (PRD), qui fut Premier ministre de 1996 à 1998, sous la présidence de Mathieu Kérékou, puis président de l'Assemblée du Bénin de 2015 à 2019.

## Biographie

### Origine
Adrien Houngbédji est né le 5 mars 1942 à Aplahoué. Son père Alphonse, originaire de Porto-Novo, est agent des douanes, et sa mère Clémence da Costa descend de deux lignées royales d’Abomey.

### Formation
Il fait ses classes au lycée Victor-Ballot de Porto-Novo où il obtient son baccalauréat de philosophie en 1961,.
Il part ensuite étudier en France à l’École nationale de la France d'outre-mer. Il intègre l’École nationale de la magistrature française d'où il sort major de sa promotion en 1966 et décroche une thèse d’État en droit à la faculté de droit de Paris Panthéon-Sorbonne ,.

### Carrière juridique
Il rentre en 1967 et exerce comme magistrat du tribunal de grande instance au tribunal de Cotonou où il devient ensuite procureur de la République. En 1968, il s’inscrit au barreau de la cour d'appel de Cotonou et il dirige un important cabinet d’avocats.
En mars 1975, il est arrêté et condamné à mort par un tribunal révolutionnaire pour avoir pris la défense d'un opposant au régime du Parti de la révolution populaire du Bénin (PRPB) dirigé par le général Mathieu Kérékou. Il s’évade de prison quelque temps après et s’exile pendant 15 ans en France, au Sénégal, puis au Gabon où il exerce de nouveau sa profession à la Cour suprême.

### Carrière politique
Rentré au Bénin en 1989 à l’occasion du changement politique et de la Conférence nationale dont il est l’un des promoteurs, il bénéficie de la loi d’amnistie de la Conférence nationale des forces vives de la nation en février 1990,.
En mars 1990, il s'engage dans l'action politique et crée un parti, le Parti du renouveau démocratique (PRD) considéré depuis lors comme l'un des principaux animateurs de la vie politique nationale.
En janvier 1991, il est élu député, puis devient président de l'Assemblée nationale béninoise en juin 1991.
En avril 1996, il arrive à la troisième place aux élections présidentielles et est nommé Premier ministre, chargé de la coordination de l’action gouvernementale et des relations avec les institutions, porte-parole du gouvernement, par le président Mathieu Kérékou.
Il est réélu président de l'Assemblée nationale en 1999 poste qu'il occupe jusqu'en 2003, le mandat étant de quatre ans.
En février 2003, il est élu maire de Porto-Novo, succédant ainsi à Inès Aboh Houessou,.
En 2006, il perd les élections présidentielles face au président Boni Yayi. Il échoue une nouvelle fois aux élections de mars 2011 après avoir été désigné à l'unanimité comme le candidat unique de l'alliance politique de l’opposition « L’Union fait la Nation ».
En 2015, il est élu pour la troisième fois, président de l'Assemblée nationale. Au cours de ses deux précédents mandats de président de l'institution parlementaire, il a été élu successivement président de l'Association internationale des parlements de langue française Assemblée parlementaire de la francophonie (AIPLF) et co-président de l'Assemblée parlementaire Afrique-Caraïbes-Pacifique-Union européenne (ACP-UE).

### Vie personnelle
Adrien Houngbédji est marié et père de 7 enfants.

## Distinctions
- Grand-croix de l'ordre national du Bénin
- Commandeur de la Légion d'honneur (France)
- Grand-croix de l'ordre de la Pléiade (Organisation internationale de la francophonie)
- Médaille d'or du Forum de Crans Montana

En novembre 2003, il devient membre de  l’Académie des sciences d’outre-mer.

## Ouvrages
- A. V. Val'dman et M. M. Kozlovskaia, « [An experimental study of the spectrum of individual psychotropic activity of clozapine (Leponex)] », Zhurnal Nevropatologii I Psikhiatrii Imeni S.S. Korsakova (Moscow, Russia: 1952), vol. 75, no 11,‎ 1975, p. 1710–1717 (ISSN 0044-4588, PMID 1950, lire en ligne, consulté le 24 juillet 2025)
- Emmanuel Kwaku Akyeampong et Henry Louis Gates, Dictionary of African biography, Oxford university press, 2012 (ISBN 978-0-19-538207-5)
- Michael Baer, « Erratum: “Topological effects due to conical intersections: A model study of two interacting conical intersections” [J. Chem. Phys. 111, 9493 (1999)] », The Journal of Chemical Physics, vol. 112, no 13,‎ 1er avril 2000, p. 6089–6089 (ISSN 0021-9606 et 1089-7690, DOI 10.1063/1.481181, lire en ligne, consulté le 24 juillet 2025)
- Dictionary of African biography, Oxford University Press, 2012 (ISBN 978-0-19-538207-5)
- Adrien Houngbédji, Le temps des semailles: 1960-1990, l'Archipel, coll. « La liberté au cœur », 2019 (ISBN 978-2-8098-2604-3)
- Adrien Houngbédji, Il n'y a de richesse que d'hommes, L'Archipel, 2005 (ISBN 978-2-84187-754-6)[4], octobre 2005.
- D'un Perchoir à l'autre, éditions de l'Archipel, septembre 2018.
- La Liberté au cœur, éditions de l'Archipel, mars 2019.

## Actions sociales
Il crée le 10 août 2017, avec sa fille Brigitte, la fondation Adrien Houngbédji pour le numérique et la jeunesse pour soutenir la promotion des Technologies de l'Information et de la Communication au Bénin.